# Goldney
Goldney es una localidad de la Provincia de Buenos Aires, Argentina.
Ubicada en el partido de Mercedes, a 23 km de la ciudad cabecera del distrito y a 22 km de Luján. Se encuentra a menos de 5 km de la localidad de Olivera.
Surgió alrededor de la estación del Ferrocarril San Martín.

## Población
Cuenta con 300 habitantes (Indec, 2010). Durante los censos nacionales del INDEC de 2001 y 1991 fue considerada como población rural dispersa.